# Chrysogorgia

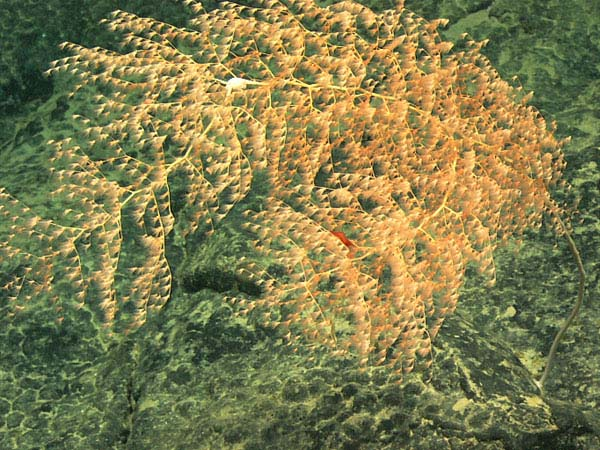
Colonia de Chrysogorgia sp

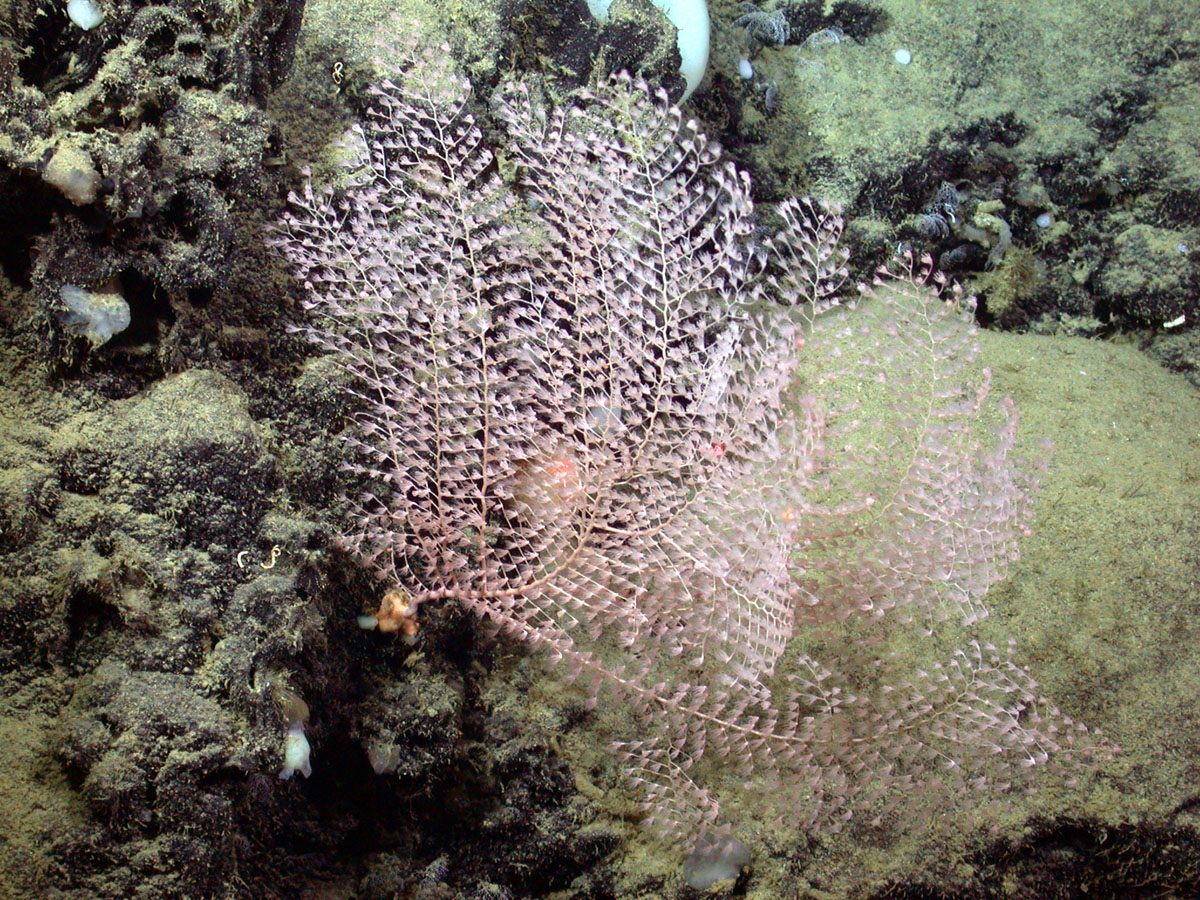
Chrysogorgia sp en la montaña marina de Davidson, a 3114 m de profundidad

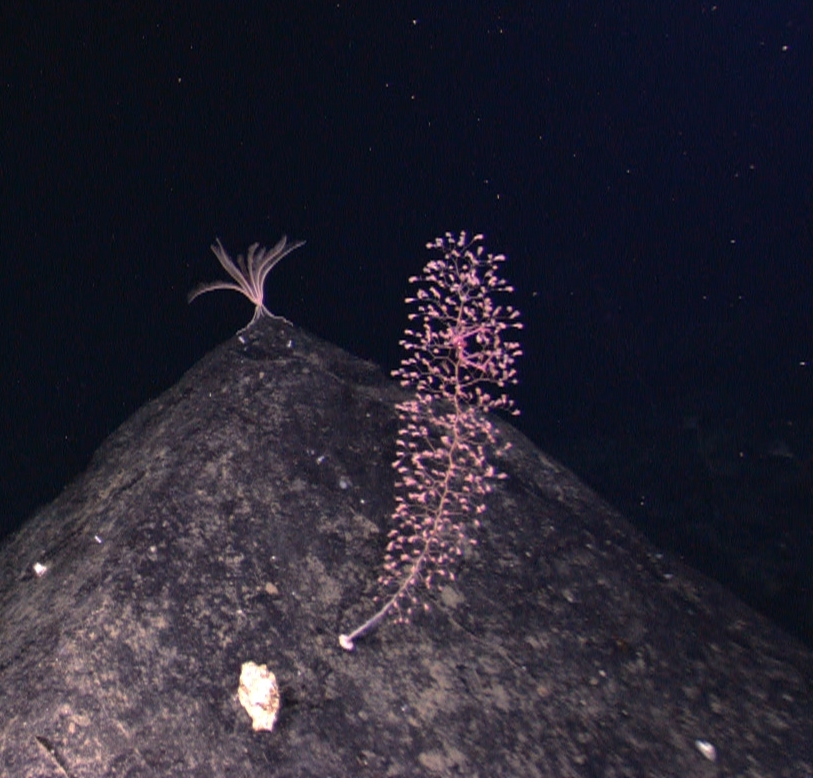
Chrysogorgia sp y crinoideo

Chrysogorgia es un género de gorgonias marinas perteneciente a la familia Chrysogorgiidae, del orden Alcyonacea. 
Algunas de sus especies son de los corales localizados a mayores profundidades, llegando a los - 4327 metros.

## Morfología
Las colonias conforman estructuras en forma arbórea. La estructura del axis consiste en un tallo, en cuyo extremo, o alrededor de él, mediante un patrón regular espiral, crecen las ramas, subdivididas en ramificación dicotómica. Este esqueleto está altamente calcificado, se compone también de gorgonina, y presenta una coloración característica dorada metálica.
Los pólipos son cortos, entre 1 y 3 mm, y cuentan con 8 tentáculos. Normalmente de color rosa, amarillo o blanco, crecen en las ramas, espaciados irregular o regularmente, según la especie. Con frecuencia en el extremo de las ramas.
Tanto el fino cenénquima, o tejido común de la colonia, como los pólipos, tienen escleritas cálcicas para reforzar su consistencia.

## Especies
El Registro Mundial de Especies Marinas acepta las siguientes especies en el género:
- Chrysogorgia acanthella  (Wright & Studer, 1889)
- Chrysogorgia admete Bayer & Stefani, 1988
- Chrysogorgia agassizii (Verrill, 1883)
- Chrysogorgia anastomosans Versluys, 1902
- Chrysogorgia antarctica Cairns, 2002
- Chrysogorgia arborescens Nutting, 1908
- Chrysogorgia axillaris (Wright & Studer, 1889)
- Chrysogorgia bracteata Bayer & Stefani, 1988
- Chrysogorgia calypso Bayer & Stefani, 1988
- Chrysogorgia campanula Madsen, 1944
- Chrysogorgia cavea Kinoshita, 1913
- Chrysogorgia chryseis Bayer & Stefani, 1988
- Chrysogorgia comans Kinoshita, 1913
- Chrysogorgia constricta Hiles, 1899
- Chrysogorgia cupressa (Wright & Studer, 1889)
- Chrysogorgia curvata Versluys, 1902
- Chrysogorgia debilis Kükenthal, 1908
- Chrysogorgia delicata Nutting, 1908
- Chrysogorgia desbonni Duchassaing & Michelotti, 1864
- Chrysogorgia dichotoma Thomson & Henderson, 1906
- Chrysogorgia dispersa Kükenthal, 1908
- Chrysogorgia electra Bayer & Stefani, 1988
- Chrysogorgia elegans (Verrill, 1883)
- Chrysogorgia excavata Kükenthal, 1908
- Chrysogorgia expansa (Wright & Studer, 1889)
- Chrysogorgia fewkesii Verrill, 1883
- Chrysogorgia flavescens Nutting, 1908
- Chrysogorgia flexilis (Wright & Studer, 1889)
- Chrysogorgia fruticosa (Studer, 1894)
- Chrysogorgia geniculata (Wright & Studer, 1889)
- Chrysogorgia herdendorfi Cairns, 2001
- Chrysogorgia indica Thomson & Henderson, 1906
- Chrysogorgia intermedia Versluys, 1902
- Chrysogorgia irregularis Thomson & Henderson, 1906
- Chrysogorgia japonica (Wright & Studer, 1889)
- Chrysogorgia lata Versluys, 1902
- Chrysogorgia minuta Kinoshita, 1913
- Chrysogorgia mixta Versluys, 1902
- Chrysogorgia multiflora Deichmann, 1936
- Chrysogorgia octagonos Versluys, 1902
- Chrysogorgia okinosensis Kinoshita, 1913
- Chrysogorgia orientalis Versluys, 1902
- Chrysogorgia papillosa Kinoshita, 1913
- Chrysogorgia pellucida Kükenthal, 1908
- Chrysogorgia pendula Versluys, 1902
- Chrysogorgia pentasticha Versluys, 1902
- Chrysogorgia pusilla Versluys, 1902
- Chrysogorgia pyramidalis Kükenthal, 1908
- Chrysogorgia quadruplex Thomson, 1927
- Chrysogorgia ramosa Versluys, 1902
- Chrysogorgia rigida Versluys, 1902
- Chrysogorgia rotunda Kinoshita, 1913
- Chrysogorgia scintillans Bayer & Stefani, 1988
- Chrysogorgia sibogae Versluys, 1902
- Chrysogorgia sphaerica Aurivillius, 1931
- Chrysogorgia spiculosa (Verrill, 1883)
- Chrysogorgia squamata (Verrill, 1883)
- Chrysogorgia stellata Nutting, 1908
- Chrysogorgia tetrasticha Versluys, 1902
- Chrysogorgia thyrsiformis Deichmann, 1936
- Chrysogorgia versluysi Kinoshita, 1913

## Hábitat y distribución
Frecuentan arrecifes y fondos profundos, así como montañas marinas, enterrados en sedimentos o anclados a rocas. Su rango de profundidad está entre 31 y 4327 m, y su rango de temperatura entre  -1.54 y 28.03 °C.
Se distribuyen en aguas tropicales y templadas de los océanos Atlántico, Índico y Pacífico.

## Alimentación
Al localizarse a grandes profundidades, carecen de algas simbiontes zooxantelas para su alimentación, como la mayoría de corales, por lo que se alimentan de las presas de microplancton, que capturan con sus minúsculos tentáculos en la columna de agua.